# 72. vestlige længdekreds
Den 72. vestlige længdekreds (eller 72 grader vestlig længde) er en længdekreds, der ligger 72 grader vest for nulmeridianen. Den løber gennem Ishavet, Nordamerika, Atlanterhavet, Caribien, Sydamerika, Stillehavet, det Sydlige Ishav og Antarktis.